# Działko GAU-12
GAU-12/U Equalizer – pięciolufowe działko kalibru 25 mm w systemie Gatlinga, zaprojektowane przez General Electric, używane przez siły zbrojne Stanów Zjednoczonych i wielu innych krajów członków NATO.

## Historia rozwoju
Pięciolufowe działko „Equalizer” (ang. Wyrównywacz) zostało zaprojektowane w późnych latach 70. XX wieku, na podstawie mechanizmu innego działka GAU-8/A Avenger, do strzelania nową amunicją standardu NATO o kalibrze 25 mm. 
Działko to jest napędzane silnikiem elektrycznym o mocy 15 KM (11,1 kW), a w przypadku montażu zewnętrznego np. na samochodach, przy pomocy mechanizmu pneumatycznego. Szybkostrzelność waha się od 3600 do maksymalnie 4200 strzałów na minutę. 
Standardową amunicją tego działka jest amunicja PGU-20/U API (ang. Armor Piercing Incendiary – przeciwpancerna zapalająca), PGU-22 HEI lub PGU-25 HEI (ang. High Explosive Incendiary - burząco-zapalająca). Przy użyciu twardej amunicji i porównywalnej prędkości wylotowej jest bardziej skuteczny niż starszy M61 Vulcan i bardziej efektywny niż starsze 30 mm działko ADEN.
Obecnie działko GAU-12 jest stosowane jako uzbrojenie samolotów AV-8B Harrier II należących do Piechoty Morskiej Stanów Zjednoczonych, oraz włoskie i hiszpańskie siły powietrzne. W samolocie Harrier II działko to jest zamontowane w zasobnikach po obu stronach kadłuba z których lewy zawiera działko, a prawy 300 sztuk amunicji. Amunicja z zasobnika dostarczana jest przez mostek łączący oba zasobniki w tylnej ich części, a wystrzelone łuski wracają drugim mostkiem w przedniej części zasobników.
Masa własna całej instalacji wynosi 408,2 kg, a z amunicją 557,9 kg.
Ani RAF, ani lotnictwo Królewskiej Marynarki Wojennej Wielkiej Brytanii, które również są użytkownikami samolotów Harrier początkowo nie zdecydowały się na wprowadzenie do uzbrojenia działek GAU-12, planując zamontować w to miejsce 2 nowe działka ADEN 25 strzelające tą sama amunicją GAU-12/U, ale zaprojektowanego na bazie 30 mm działka ADEN. Projekt działka ADEN 25 został jednak skasowany w 1999 roku ze względu na duże problemy wynikłe podczas testów, dlatego też brytyjskie Harriery i Sea Harriery muszą polegać na 30 mm działkach starszego typu. Ostatecznie Harriery wersji GR.5 są uzbrojone w działka GAU-12/U produkowane na licencji przez Royal Small Arms Factory.
GAU-12 jest montowany także na samolotach bliskiego wsparcia artyleryjskiego AC-130U Spooky (jedno działko GAU-12 na lewej burcie) i samochodach pancernych LAV-AD (ang. Light Armored Vehicle Air Defense – lekki samochód pancerny obrony przeciwlotniczej) należących do Piechoty Morskiej USA. Planowane jest szersze zastosowanie tego działka włącznie z zamontowaniem na śmigłowcu AH-1 Cobra.
Nowa, czterolufowa wersja działka GAU-12/U oznaczona symbolem GAU-22/A znajduje się na uzbrojeniu nowego myśliwca F-35 Lightning II. Samoloty F-35A uzbrojone są w działko z 180 sztukami amunicji zabudowane wewnątrz kadłuba, natomiast wersje F-35B STOVL oraz F-35C mają działka z 220 sztukami amunicji w zdejmowanych gondolach podwieszonych centralnie pod kadłubem.
Głównym producentem działek GAU-12 jest General Dynamics Armament and Technical Products.